# ホフスタッターの蝶

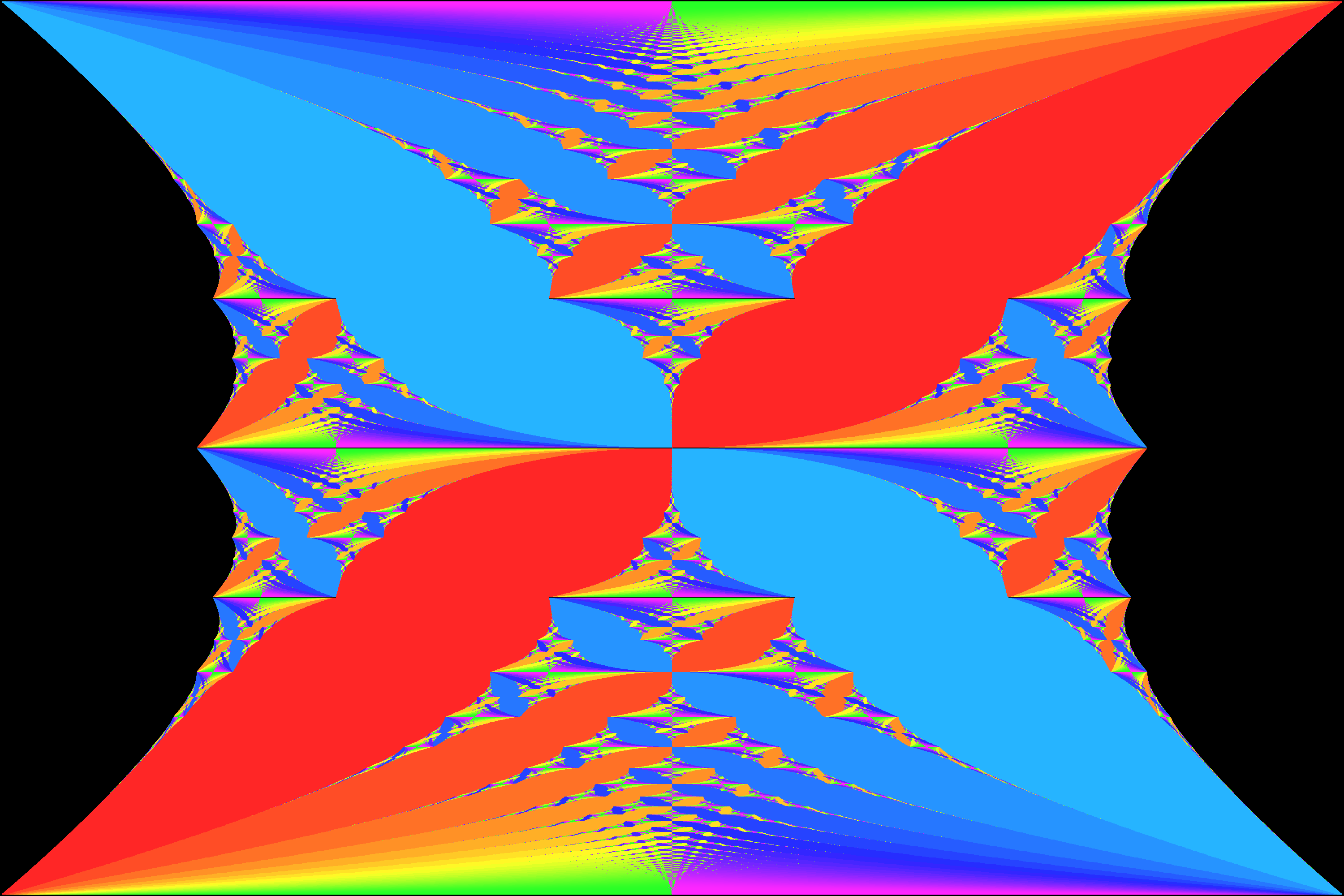
ホフスタッターの蝶

ホフスタッターの蝶（ホフスタッターのちょう）とは、磁束量子の数の平均が0から1まで変化する場合のエネルギースペクトルを表したもの。フラクタル図形となる。名称は最初にこの図形を発見したアメリカの物理学者ダグラス・ホフスタッターと、その形が蝶に似ていることからきている。この図の中にトポロジカル量子数を書き込むこともできる。